# SpVg Marl
Die SpVg Marl (vollständiger Name: Spielvereinigung Marl 1919/22 e. V.) war ein Fußballverein aus Marl im Kreis Recklinghausen. Die erste Mannschaft spielte zwischen 1987 und 1994 in der damals drittklassigen Oberliga Westfalen.

## Geschichte

### Strukturelle Entwicklung
Am 5. Mai 1919 wurde mit dem Ballspielverein 19 Marl die Urzelle der SpVg Marl gegründet. Drei Jahre später kam es zu zwei Vereinsabspaltungen. Zunächst löste sich im Jahre 1922 der Arbeiter-TV Einigkeit Marl ab. Dieser wurde 1933 als Arbeitersportverein verboten. 1945 erfolgte die Neugründung als TuS Einigkeit Marl, der sich fünf Jahre später in SC Brassert Marl umbenannte. Ebenfalls 1922 kam es zur Gründung der DJK Saxonia Marl, der sich ca. 1935 auflöste und 1945 wieder gegründet wurde.
Der übrig gebliebene Ballspielverein änderte zwischenzeitlich, das genaue Datum ist nicht bekannt, seinen Namen in Sportvereinigung 19 Marl. Im Jahre 1954 kehrte der SC Brassert Marl zur Sportvereinigung zurück. Zwei Jahre später fusionierte die Sportvereinigung mit der DJK Saxonia zur SpVg Saxonia Marl, der 1965 seinen Namen in SpVg Marl änderte. Der Verein hatte seinen Sitz im Stadtteil Alt-Marl.

### Sportliche Entwicklung
Im Jahre 1952 stieg die Sportvereinigung in die Landesliga auf, die seinerzeit die höchste westfälische Amateurliga bildete. Gleich in der ersten Saison wurde die Mannschaft Vizemeister hinter dem TSV Hüls. Drei Jahre später verpassten die Marler die Qualifikation für die neu eingeführte Verbandsliga. Nachdem die SpVg 1957 Vizemeister wurde und in der Aufstiegsrunde an Teutonia Lippstadt scheiterte gelang ein Jahr später der Sprung in die Verbandsliga. Nach dem Abstieg im Jahre 1964 benötigte die Mannschaft zwei Jahre für den Wiederaufstieg. In der Saison 1966/67 belegte die SpVg als Aufsteiger auf Anhieb den dritten Platz. Doch bereits 1969 mussten die Marler als abgeschlagener Tabellenletzter wieder absteigen. Drei Jahre später folgte der Absturz in die Bezirksliga.
1975 kehrte mit Reinhold Wosab, 1963 deutscher Meister mit Borussia Dortmund, ein Eigengewächs nach Marl zurück. Ein Jahr später stieg die SpVg in die Landesliga auf, nachdem die Marler das Entscheidungsspiel um den Aufstieg gegen den SC Hassel in Dorsten mit 7:4 gewannen. 1978 gelang nach einer erfolgreichen Aufstiegsrunde der Landesligavierten die Rückkehr in die Verbandsliga. Die sportliche Renaissance verdankte der Verein einem Förderkreis um den Bauunternehmer Hans-Dieter Onnebrink und dem Rechtsanwalt Benneken. Dem Abstieg im Jahre 1980 folgte drei Jahre später der Wiederaufstieg. 1987 wurde die SpVg Meister der Nordstaffel der Verbandsliga und stieg in die Oberliga Westfalen auf.
Die Mannschaft konnte sich in der höchsten westfälischen Spielklasse etablieren, musste aber auch bittere Stunden wie eine 0:8-Niederlage bei Arminia Bielefeld hinnehmen. Die zwischenzeitlich angedachte Fusion mit dem Lokalrivalen TSV Marl-Hüls wurde von Marl-Hülser Seite zweimal zurückgewiesen, woraufhin die SpVg ins Jahnstadion umzog. In der Saison 1992/93 erreichte die SpVg mit dem sechsten Platz ihre beste Platzierung ihrer Oberligaära. Interne Querelen und rückläufige Zuschauerzahlen führten ein Jahr später jedoch zum Abstieg. Bis 2003 vermochte die Mannschaft noch die Verbandsliga zu halten, kam aber dort nicht über den Abstiegskampf hinaus. Drei Abstiege in Folge brachten die Marler im Jahre 2006 in die Kreisliga A.

## Persönlichkeiten
- Henry Acquah
- Musemestre Bamba
- Klaus Berge
- Rupert Gerl
- Helmut Gorka
- Horst Michalzyk
- Peter Neururer
- Willi Overdieck
- Helmut Pabst
- Dirk Riechmann
- Werner Schmitz
- Mathias Schober
- Stefan Studtrucker
- Heinz van Haaren
- Ludger Winkel
- Reinhold Wosab

## Nachfolgeverein FC Marl
Am 1. Juli 2011 fusionierte die SpVg mit der SG Marl und dem VfL Drewer zum FC Marl 2011. Während die SG Marl nie über die Kreisebene hinauskam, erreichte der VfL Drewer in der Saison 1996/97 die Landesliga. Der VfL Drewer brachte mit Heinz van Haaren und Noah Korczowski zwei spätere Profis hervor, während der Ex-Profi Hermann Erlhoff als Trainer bei der SG Marl wirkte.
Der FC Marl übernahm den Platz des VfL Drewer in der Bezirksliga und stieg zwei Jahre später aus der Bezirksliga ab. Mit der Verpflichtung des ehemaligen Bundesligatorhüters Mathias Schober sorgte der Verein daraufhin für Aufsehen. Im Jahre 2015 gelang der Wiederaufstieg in die Bezirksliga, wo die Marler drei Jahre später Vizemeister hinter dem VfB Hüls wurden. In den Jahren 2020, 2022 und 2023 wurden die Marler erneut Vizemeister, diese Male hinter dem Erler SV 08, der TSG Dülmen und dem SV Vestia Disteln. 2023 spielten die Vizemeister einen weiteren Aufsteiger in die Landesliga aus, jedoch scheiterte der FC Marl bereits in der ersten Runde mit 5:6 im Elfmeterschießen an Borussia Münster. In der folgenden Saison 2023/24 gelang dann bereits fünf Spieltage vor Saisonende der Aufstieg in die Landesliga.